# Walckenaeria basarukini
Walckenaeria basarukini este o specie de păianjeni din genul Walckenaeria, familia Linyphiidae, descrisă de Kirill Yeskov și Marusik, 1994. Conform Catalogue of Life specia Walckenaeria basarukini nu are subspecii cunoscute.